# San Lorenzo de El Escorial
San Lorenzo de El Escorial este un oraș în Spania.